# 서울특별시성동광진교육지원청
서울특별시성동광진교육지원청(서울特別市城東廣津敎育支援廳, Seoul Seongdong Gwangjin District Office of Education)은 대한민국 서울특별시 성동구, 광진구의 교육을 담당하기 위해 서울특별시교육청 산하에 설치된 기관이다.
교육장은 장학관으로 보한다.

## 산하기관

### 성동구
초등학교
| - 서울경동초등학교 - 서울경수초등학교 - 서울경일초등학교 - 서울금북초등학교 - 서울금옥초등학교 | - 서울금호초등학교 - 서울동명초등학교 - 서울동호초등학교 - 서울마장초등학교 - 서울무학초등학교 | - 서울사근초등학교 - 서울성수초등학교 - 서울송원초등학교 - 서울숭신초등학교 - 서울옥수초등학교 - 서울옥정초등학교 | - 서울용답초등학교 - 서울응봉초등학교 - 서울행당초등학교 - 서울행현초등학교 - 한양초등학교 |

중학교
| - 경수중학교 - 경일중학교 - 광희중학교 | - 동마중학교 - 마장중학교 - 무학중학교 | - 성수중학교 - 성원중학교 - 옥정중학교 | - 한양대학교 사범대학 부속중학교 - 행당중학교 |

### 광진구
초등학교
| - 경복초등학교 - 서울광남초등학교 - 서울광장초등학교 - 서울광진초등학교 - 서울구남초등학교 - 서울구의초등학교 | - 서울동의초등학교 - 서울동자초등학교 - 서울성자초등학교 - 서울신양초등학교 - 서울신자초등학교 - 서울양남초등학교 | - 서울양진초등학교 - 서울용곡초등학교 - 서울용마초등학교 - 서울자양초등학교 - 서울장안초등학교 - 서울중광초등학교 | - 서울중마초등학교 - 서울화양초등학교 - 성동초등학교 - 세종초등학교 |

중학교
| - 건국대학교 사범대학 부속중학교 - 광남중학교 - 광양중학교 | - 광장중학교 - 광진중학교 - 구의중학교 | - 대원국제중학교 - 동국대학교 사범대학 부속여자중학교 - 신양중학교 | - 용곡중학교 - 자양중학교 - 양진중학교 |

## 같이 보기
- 대한민국 교육부